# Magny-lès-Jussey
Magny-lès-Jussey est une commune française située dans le département de la Haute-Saône, la région culturelle et historique de Franche-Comté et la région administrative Bourgogne-Franche-Comté.

## Géographie
Magny-lès-Jussey est un petit village qui se situe en Haute-Saône à une dizaine de kilomètres du bourg de Jussey.
Du bas du village on aperçoit le Chène Béni qui dans quelques années aura six siècles.
Magny-lès-Jussey est un village agricole entouré par de nombreuses forêts, parmi lesquelles le Bois Lajux au nord, réputé pour le brame du cerf. De nombreuses personnes font le déplacement la saison venue pour l'entendre. Le brame retentit parfois jusqu'au cœur du village.

### Climat
Pour des articles plus généraux, voir Climat de la Bourgogne-Franche-Comté et Climat de la Haute-Saône.
En 2010, le climat de la commune est de type climat des marges montargnardes, selon une étude du Centre national de la recherche scientifique s'appuyant sur une série de données couvrant la période 1971-2000. En 2020, Météo-France publie une typologie des climats de la France métropolitaine dans laquelle la commune est dans une zone de transition entre le climat océanique altéré et le climat océanique altéré et est dans la région climatique  Lorraine, plateau de Langres, Morvan, caractérisée par un hiver rude (1,5 °C), des vents modérés et des brouillards fréquents en automne et hiver. 
Pour la période 1971-2000, la température annuelle moyenne est de 10 °C, avec une amplitude thermique annuelle de 17,3 °C. Le cumul annuel moyen de précipitations est de 971 mm, avec 13 jours de précipitations en janvier et 9,7 jours en juillet. Pour la période 1991-2020, la température moyenne annuelle observée sur la station météorologique de Météo-France la plus proche, « Venisey », sur la commune de Venisey à 3 km à vol d'oiseau, est de 11,0 °C et le cumul annuel moyen de précipitations est de 850,7 mm. 
La température maximale relevée sur cette station est de 39,7 °C, atteinte le 25 juillet 2019 ; la température minimale est de −17,4 °C, atteinte le 30 décembre 2005,,. 
Les paramètres climatiques de la commune ont été estimés pour le milieu du siècle (2041-2070) selon différents scénarios d'émission de gaz à effet de serre à partir des nouvelles projections climatiques de référence DRIAS-2020. Ils sont consultables sur un site dédié publié par Météo-France en novembre 2022.

## Urbanisme

### Typologie
Au 1er janvier 2024, Magny-lès-Jussey est catégorisée commune rurale à habitat dispersé, selon la nouvelle grille communale de densité à sept niveaux définie par l'Insee en 2022.
Elle est située hors unité urbaine et hors attraction des villes,.

### Occupation des sols
L'occupation des sols de la commune, telle qu'elle ressort de la base de données européenne d’occupation biophysique des sols Corine Land Cover (CLC), est marquée par l'importance des territoires agricoles (50,9 % en 2018), en diminution par rapport à 1990 (52,5 %). La répartition détaillée en 2018 est la suivante : 
forêts (46 %), terres arables (29,2 %), prairies (21,7 %), zones urbanisées (3 %). L'évolution de l’occupation des sols de la commune et de ses infrastructures peut être observée sur les différentes représentations cartographiques du territoire : la carte de Cassini (XVIIIe siècle), la carte d'état-major (1820-1866) et les cartes ou photos aériennes de l'IGN pour la période actuelle (1950 à aujourd'hui).

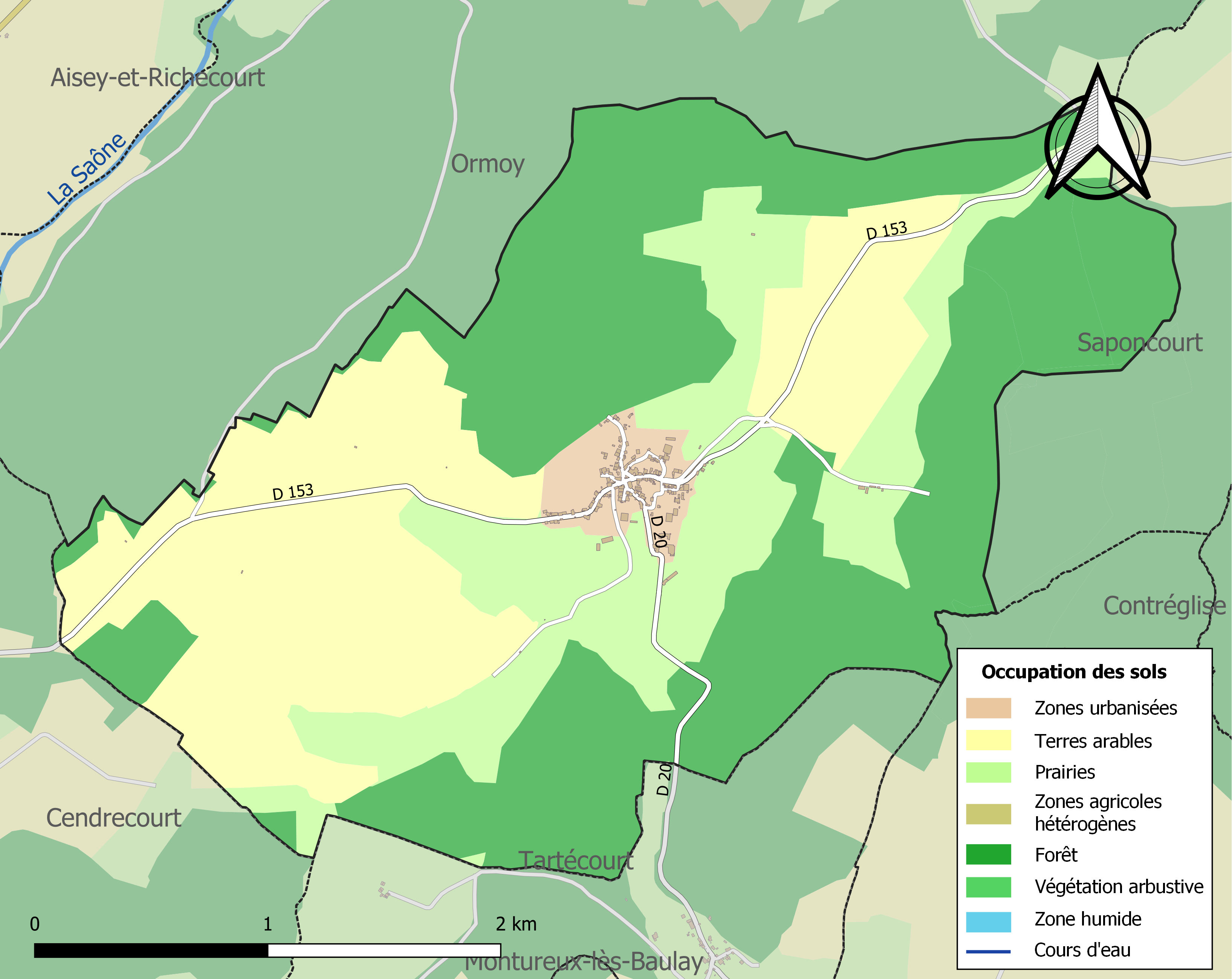
Carte des infrastructures et de l'occupation des sols de la commune en 2018 (CLC).

## Histoire
Beaucoup d'histoires de clochers subsistent dans le village, notamment concernant la construction de l'église pour laquelle un désaccord opposait « les Magny » et « les Tartecourt ».
Aujourd'hui, le village ne connaît plus beaucoup d'activités. Quelques agriculteurs exploitent les terres et font de l'élevage, un menuisier est installé dans le village. Il y a une belle voie romaine, le bois du roi,le chêne béni.il fut nommé pour certain magny les jaquet.

## Politique et administration

### Rattachements administratifs et électoraux
La commune fait partie de l'arrondissement de Vesoul du département de la Haute-Saône,  en région Bourgogne-Franche-Comté. Pour l'élection des députés, elle dépend de la première circonscription de la Haute-Saône.
Elle fait historiquement partie du canton de Jussey. Dans le cadre du redécoupage cantonal de 2014 en France, le nombre de communes de ce canton passe de 22 à 65.

### Intercommunalité
La commune était membre de la communauté de communes Agir ensemble, créée en 2001. Dans le cadre des fusions prévues par le schéma départemental de coopération intercommunale de 2011, cette intercommunalité intègre le 1er janvier 2014 la communauté de communes Terres de Saône.
Le 1er janvier 2016 Magny-lès-Jussey change d'intercommunalité et intègre la communauté de communes des Hauts du val de Saône.

### Liste des maires

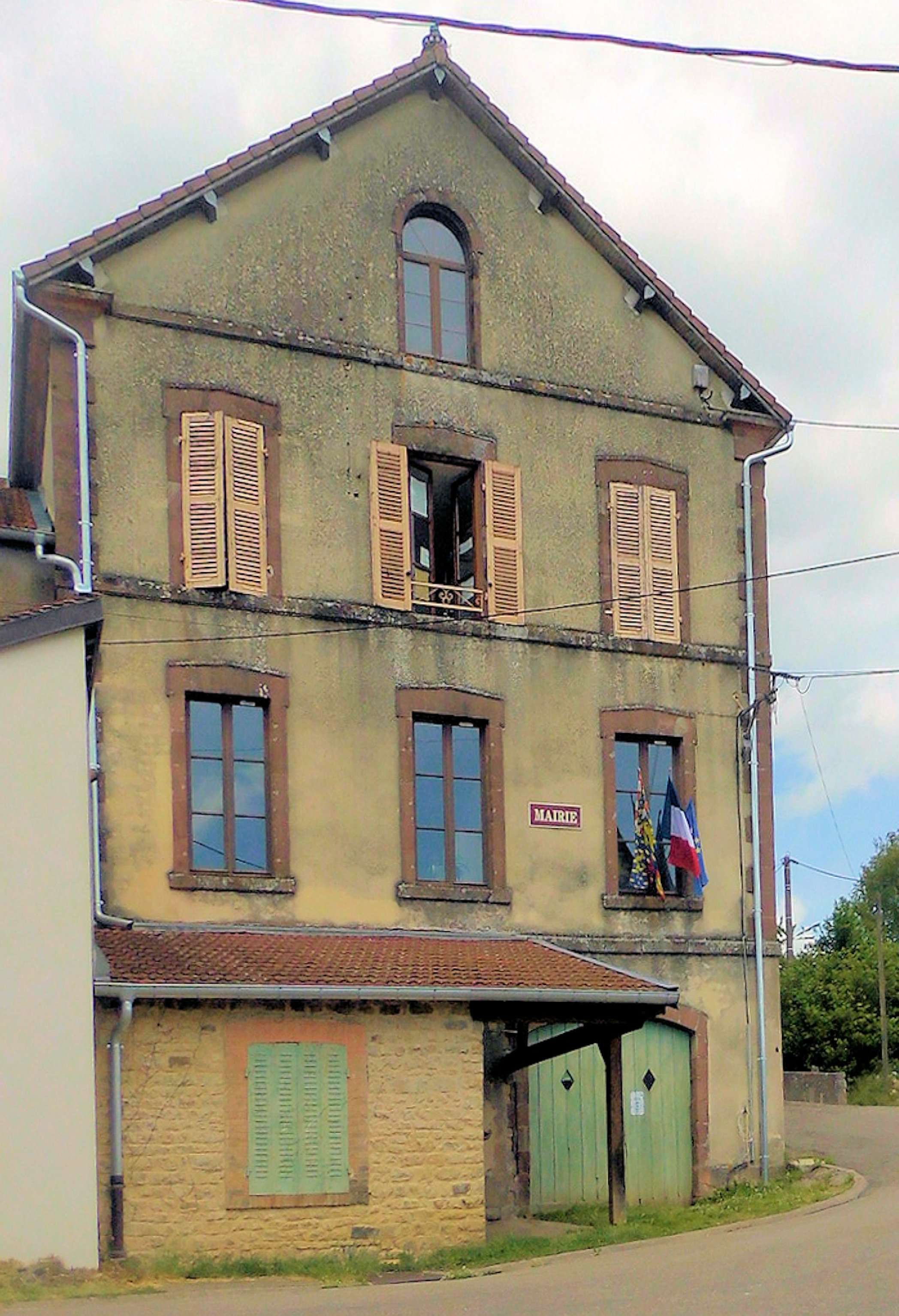
La mairie.

| Période    | Période  | Identité           | Étiquette | Qualité       |
| ---------- | -------- | ------------------ | --------- | ------------- |
| mars 2001  | 2014     | Marie-Odile Jaquet |           |               |
| avril 2014 | En cours | Jean-Pol Girod     | SE        | Retraité SNCF |

## Population et société
En 2022, la commune de Magny-lès-Jussey comptait 95 habitants. À partir du XXIe siècle, les recensements réels des communes de moins de 10 000 habitants ont lieu tous les cinq ans. Les autres « recensements » sont des estimations.
| 1793 | 1800 | 1806 | 1821 | 1831 | 1836 | 1841 | 1846 | 1851 |
| ---- | ---- | ---- | ---- | ---- | ---- | ---- | ---- | ---- |
| 475  | 490  | 522  | 604  | 604  | 650  | 692  | 655  | 631  |

| 1856 | 1861 | 1866 | 1872 | 1876 | 1881 | 1886 | 1891 | 1896 |
| ---- | ---- | ---- | ---- | ---- | ---- | ---- | ---- | ---- |
| 545  | 551  | 544  | 551  | 549  | 487  | 451  | 415  | 376  |

| 1901 | 1906 | 1911 | 1921 | 1926 | 1931 | 1936 | 1946 | 1954 |
| ---- | ---- | ---- | ---- | ---- | ---- | ---- | ---- | ---- |
| 365  | 341  | 322  | 263  | 259  | 218  | 206  | 207  | 204  |

| 1962 | 1968 | 1975 | 1982 | 1990 | 1999 | 2005 | 2006 | 2010 |
| ---- | ---- | ---- | ---- | ---- | ---- | ---- | ---- | ---- |
| 193  | 177  | 188  | 147  | 138  | 123  | 95   | 93   | 116  |

| 2015 | 2020 | 2022 | - | - | - | - | - | - |
| ---- | ---- | ---- | - | - | - | - | - | - |
| 105  | 96   | 95   | - | - | - | - | - | - |

### Manifestations culturelles et festivités
Le village auparavant fêtait la fête de la gaufre. Depuis 2014, les traditionnelles gaufres au feu de bois sont de retour au mois de juillet grâce à l'Association loisirs, animations et embellissements.

## Culture locale et patrimoine

### Lieux et monuments

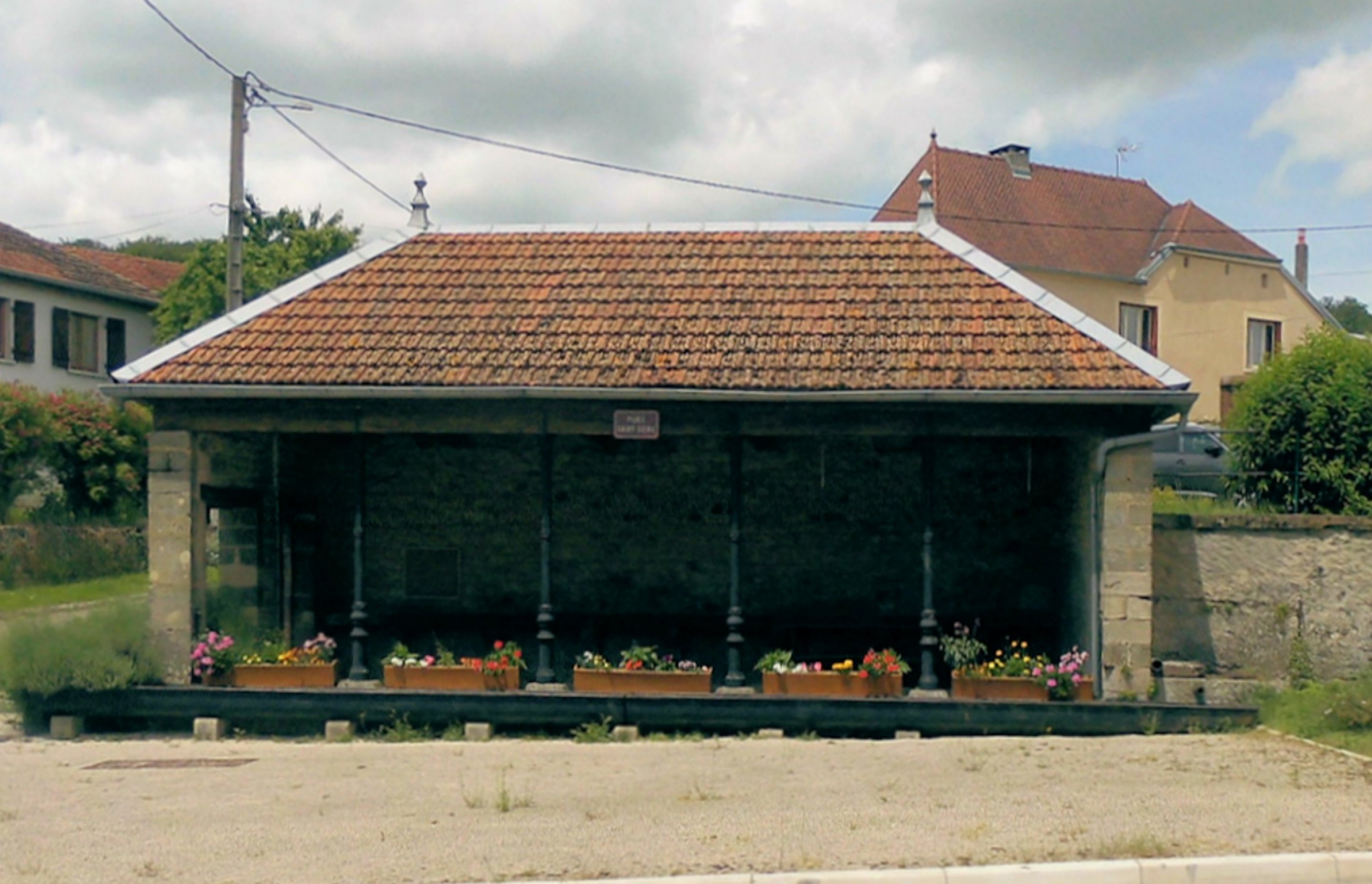
Un lavoir à Magny.

- Le Chêne béni, 5 fois centenaire, avec un tronc de près de 5,82 mètres de circonférence dans lequel une Vierge est encastrée, se trouve en haut du village.
- La stèle du maquis 82, commémorant les actions de ce groupe, formé dans la forêt de Magny, durant la Seconde Guerre mondiale, est située au sud-ouest du village. Une cérémonie a lieu tous les 11 septembre.
- Le château de Magny-lès-Jussey, relativement ancien, fut reconstruit sur les ruines d'un très vieux château fort. Il se situe en bas du village et domine la route de Tartécourt.
- La Coopérative laitière du village, construite en 1945 et arrêtée dans les années 1980, est toujours présente. Elle est visible au nord/nord-ouest depuis l'église.
- Les lavoirs et calvaires.
- Les vestiges d'une ancienne voie romaine sont visibles à 2 kilomètres à l'est du village.
- L'église Saint-Seine, au centre du village, est très imposante pour une si petite commune. Elle peut accueillir jusque 600 personnes.
- Le nouveau musée des Temps Anciens est installé dans une des plus anciennes maisons du village.

### Personnalités liées à la commune
- Nicolas Lachaux né en 1814, instituteur dont les écrits ont été publiés par l'abbé René Rondot dans l'almanach populaire comtois nommé « Barbizier »[18].